# Alvise Tagliapietra
Alvise Tagliapietra (Venezia, 1670 – Venezia, 1747) è stato uno scultore italiano del periodo barocco della Repubblica di Venezia attivo, oltre che nella città natale, anche in Dalmazia e Russia. Tra i suoi allievi vi fu anche lo scultore Giovanni Maria Morlaiter.

## Opere
Tra le opere del Tagliapietra si ricordano: la statua allegorica di Temperanza nella Chiesa dei Gesuati, il Battistero nella Cattedrale di Chioggia e l'altare maggiore in marmo di Carrara della Chiesa di San Giacomo di Vigorovea.